# Tanyproctus eghtedari
Tanyproctus eghtedari är en skalbaggsart som beskrevs av Rudolph Petrovitz 1980. Tanyproctus eghtedari ingår i släktet Tanyproctus och familjen Melolonthidae. Inga underarter finns listade i Catalogue of Life.